# Тед Його
Теодо́р Скотт «Тед» Його (англ. Theodore Scott «Ted» Yoho; нар. 13 квітня 1955, Міннеаполіс, Міннесота) — американський політик-республіканець. З 2013 року він є членом Палати представників США.
У віці 11 років Тед Його переїхав з батьками до штату Флорида. Він отримав ступінь бакалавра в галузі сільського господарства в Університеті Флориди. Він також навчався в Коледжі ветеринарної медицини Університеті Флориди. Він є членом Американської ветеринарної медичної асоціації, Ветеринарної медичної асоціації Флориди, Асоціації кінських практиків Флориди, Асоціації скотарів Флориди і Національної стрілецької асоціації. Його працював ветеринаром протягом 28 років.
Одружений, має трьох дітей.